# عمارة برتغالية استعمارية
تُشير العمارة الاستعمارية البرتغالية إلى أساليب مختلفة من العمارة البرتغالية المبنية خلال فترة الإمبراطورية البرتغالية. يمكن العثور على العمارة الاستعمارية البرتغالية في عدد كبير من المستعمرات السابقة في جميع أنحاء أمريكا الجنوبية وشمال إفريقيا وإفريقيا جنوب الصحراء والهند وأوقيانوسيا وشرق آسيا. تروج العديد من المستعمرات السابقة وخاصة البرازيل وماكاو والهند، للعمارة البرتغالية كمناطق جذب سياحي رئيسية.

## القرن الخامس عشر
خلال القرن الخامس عشر، أرست الإمبراطورية البرتغالية أسسها في جميع أنحاء العالم كأول إمبراطورية استعمارية حديثة في العالم، وأطول إمبراطورية يمكن أن تكون. نشأت الإمبراطورية في عام 1415، بسقوط سبتة على يد قوات هنري من أفيز، «الملاح». بدأ هذا الانتصار الرئيسي قرنًا من التوسع البرتغالي واستعمار القارة الإفريقية. احتل البرتغاليون سبتة في شمال إفريقيا عام 1415، والقصر الصغير عام 1458، وأصيلة وطنجة عام 1471، والجديدة عام 1485، ووادان عام 1487، وآسفي عام 1488، وحصن غراسيوسا عام 1489. أسس البرتغاليون واستعمروا في إفريقيا جنوب الصحراء كلًا من آرغين عام 1455، والرأس الأخضر عام 1462، وجزيرة ساو تومي وبرينسيبي عام 1470، وأنابون عام 1474، وفرناندو بو عام 1478، وساو خورخي دا مينا عام 1482، وساحل الذهب البرتغالي عام 1482 أيضًا، وجزر ماسكارين عام 1498. أسس البرتغاليون أيضًا في القرن الخامس عشر الهند البرتغالية، وقهروا لكشديب ووصلوا إلى كاليكوت، كلاهما في عام 1498. ضموا أيضًا جزر الأزور وماديرا إلى الإمبراطورية في عامي 1432 و1420 على التوالي.
خلال القرن الخامس عشر، توسعت الإمبراطورية البرتغالية ووضعت أسسها، وبُنيت العمارة الاستعمارية في هذه الفترة وفقًا لقاعدة عسكرية وعملية. دافعت التحصينات العسكرية عن معظم مستعمرات البرتغال، وهي اليوم أهم ما يميز العمارة الاستعمارية البرتغالية في تلك الفترة. يعد حصن قلعة ساو خورخي دا مينا، مثالًا رائعًا على العمارة الاستعمارية البرتغالية في القرن الخامس عشر. بدأ بناء هذا الحصن في عام 1482، وظل لفترة طويلة الأكثر تطورًا والأصعب اختراقًا بين جميع الحصون في إفريقيا جنوب الصحراء. بُني الحصن بأسلوب رصين وعملي، مثل العديد من القلاع البرتغالية والتحصينات الاستعمارية في ذلك الوقت، مع اهتمام أكبر بالشكل الخارجي. ضمت معظم الحصون الاستعمارية البرتغالية في القرن الخامس عشر في الجزء الداخلي منها، أبرز قصور الحاكم والمباني الإدارية الإمبراطورية، منها بوابة العبور القوطية وبأسلوب مانويل أو النافورة أو النافذة.
بصرف النظر عن العمارة العسكرية، كانت العمارة الدينية نوعًا مهمًا من الاهتمام بالعمارة الاستعمارية البرتغالية في القرن الخامس عشر. كان التوسع الديني بمثابة العمود الفقري للتوسع الإمبراطوري البرتغالي خلال القرن الخامس عشر، وقد أسس البرتغاليون العديد من أقدم الكنائس المسيحية في إفريقيا خلال هذا الوقت. بدأ بناء كاتدرائية فونشال، أقدم كاتدرائية في إفريقيا، في عام 1491، وهي مثال جيد للعمارة الدينية الاستعمارية البرتغالية. خلال القرن الخامس عشر، بُنيت معظم المباني الدينية الاستعمارية البرتغالية، مثل المباني العسكرية والمدنية، بطريقة رصينة وبقليل من البذخ. شكلت الكنائس الاستعمارية في القرن الخامس عشر، مهما كانت متزنة، مركزًا لمعظم المستعمرات البرتغالية كثيرة العدد في ذلك الوقت، ولذلك كانت عادة الأبنية الأكثر زخرفة في المستعمرة، وقد عنت الزخرفة في هذه الفترة الزمنية البوابة ذات التفاصيل أو النافذة. تمثل كاتدرائية فونشال أفضل مثال للكنيسة البرتغالية الاستعمارية التي تعود للقرن الخامس عشر، بجدرانها الشامخة والقوية مع بوابة قوطية مفصلة ونافذة وردية.